# Мартинівка (Бердичівський район)
Марти́нівка (раніше — Марцинівка) — село в Україні, у Бердичівському районі Житомирської області. Населення становить 284 осіб.

## Географія
Селом протікає річка Гнилоп'ятка.

## Історія
У 1906 році — село Озадівської волості Житомирського повіту Волинської губернії. Відстань від повітового міста 56 верст, від волості 6. Дворів 55, мешканців 348.
У 1928—54 роках — адміністративний центр Мартинівської сільської ради Янушпільського району

## Населення
Згідно з переписом УРСР 1989 року чисельність наявного населення села становила 321 особа, з яких 139 чоловіків та 182 жінки.
За переписом населення України 2001 року в селі мешкали 284 особи.

### Мова
Розподіл населення за рідною мовою за даними перепису 2001 року:
| Мова       | Відсоток |
| ---------- | -------- |
| українська | 99,30 %  |
| молдовська | 0,35 %   |
| російська  | 0,35 %   |